# Johnsonpthirus
Johnsonpthirus ist eine Gattung der Echten Tierläuse, deren Vertreter bei afrikanischen Hörnchen parasitieren. Die Fühler sind fünfgliedrig, Augen fehlen. Das erste Beinpaar ist schwach entwickelt und trägt eine schlanke Kralle, das zweite und das dritte sind etwa gleich groß und haben jeweils eine kräftige Kralle. Die Sternalplatte ist deutlich. Die Läuse haben zwei tergale (rückenseitige) Borstenreihen am zweiten Segment und drei Reihen am dritten bis siebten sowie eine Reihe sternaler (bauchseitiger) Borsten im zweiten Segment und drei Reihen in den folgenden Segmenten. Paratergalplatten (seitliche Sklerotisierungen am Abdomen) sind in den Segmenten 2 bis 7 ausgebildet, wobei die dritte bis sechste zwei distale Borsten tragen, die etwas kürzer als das entsprechende Paratergit sind. Die Gattung ähnelt vor allem der Gattung Neohaematopinus. Unterscheidungsmerkmale sind ein kleiner Fortsatz am dritten Fühlerglied bei Männchen und die Länge der distalen paratergalen Borsten.
Die Gattung enthält folgende Arten:
- Johnsonpthirus chlorotalpae (Benoit, 1961; Typspezies), Wirte: Alexander-Buschhörnchen, Böhm-Buschhörnchen, Feuerfußhörnchen, Rotfüßiges Sonnenhörnchen, Stuhlmanns Goldmull, Thomas-Rotschenkelhörnchen
- Johnsonpthirus heliosciuri (Cummings, 1913), Wirte: Alexander-Buschhörnchen, Böhm-Buschhörnchen, Ockerfarbiges Buschhörnchen, Rotbauchiges Buschhörnchen, Smith-Buschhörnchen
- Johnsonpthirus keniae (Ferris, 1923), Wirte: Böhm-Buschhörnchen, Carruthers-Rotschenkelhörnchen, Graufußhörnchen, Kleines Sonnenhörnchen, Rotfüßiges Sonnenhörnchen, Ruwenzori-Sonnenhörnchen, Smith-Buschhörnchen, Thomas-Rotschenkelhörnchen
- Johnsonpthirus spinosissimus (Benoit, 1969), Wirte: Alexander-Buschhörnchen, Böhm-Buschhörnchen, Thomas-Rotschenkelhörnchen
- Johnsonpthirus suahelicus (Ferris, 1923), Wirte: Ockerfarbiges Buschhörnchen, Rotbauchiges Buschhörnchen, Smith-Buschhörnchen